# Football Club Lugano 2020-2021
Questa voce raccoglie le informazioni riguardanti il Football Club Lugano nelle competizioni ufficiali della stagione 2020-2021.

## Stagione
Nella stagione 2020-2021 il Lugano, allenato da Maurizio Jacobacci, concluse il campionato di Super League al 4º posto. In Coppa Svizzera il Lugano fu eliminato ai quarti di finale dal Lucerna.

## Rosa
| N. |                       | Ruolo | Calciatore          |
| -- | --------------------- | ----- | ------------------- |
| 3  | Spagna (bandiera)     | D     | Adrià Guerrero      |
| 4  | Ungheria (bandiera)   | D     | Ákos Kecskés        |
| 5  | Svizzera (bandiera)   | D     | Mijat Marić         |
| 6  | Serbia (bandiera)     | C     | Miroslav Čovilo     |
| 7  | Kosovo (bandiera)     | D     | Qëndrim Kameraj     |
| 8  | Svizzera (bandiera)   | C     | Christopher Lungoyi |
| 10 | Svizzera (bandiera)   | C     | Mattia Bottani      |
| 13 | Nigeria (bandiera)    | C     | Lucky Opara         |
| 14 | Uruguay (bandiera)    | C     | Jonathan Sabbatini  |
| 16 | Svizzera (bandiera)   | D     | Numa Lavanchy       |
| 17 | Portogallo (bandiera) | A     | Asumah Abubakar     |
| 18 | Francia (bandiera)    | A     | Kévin Monzialo      |
| 19 | Svezia (bandiera)     | A     | Alexander Gerndt    |
| 20 | Svizzera (bandiera)   | C     | Olivier Custodio    |
| 22 | Italia (bandiera)     | C     | Stefano Guidotti    |
| 23 | Uruguay (bandiera)    | A     | Joaquín Ardaiz      |

| N. |                      | Ruolo | Calciatore                |
| -- | -------------------- | ----- | ------------------------- |
| 24 | Slovenia (bandiera)  | C     | Sandi Lovric              |
| 25 | Lettonia (bandiera)  | D     | Mārcis Ošs                |
| 27 | Svizzera (bandiera)  | A     | Nikolas Muci              |
| 28 | Svizzera (bandiera)  | D     | Simone Mazzoletti         |
| 29 | Svizzera (bandiera)  | C     | David Stefanovic          |
| 29 | Svizzera (bandiera)  | A     | David Jovanovic           |
| 30 | Svizzera (bandiera)  | D     | Fabio Daprelà             |
| 31 | Svizzera (bandiera)  | P     | Alessandro Pietrogiovanna |
| 33 | Svizzera (bandiera)  | D     | Reto Ziegler              |
| 46 | Svizzera (bandiera)  | P     | Noam Baumann              |
| 58 | Nigeria (bandiera)   | P     | Sebastian Osigwe          |
| 76 | Svizzera (bandiera)  | P     | Lucio Soldini             |
| 77 | Rep. Ceca (bandiera) | C     | Roman Macek               |
| 80 | Svizzera (bandiera)  | D     | Noah De Queiroz           |
| 88 | Italia (bandiera)    | C     | Tommaso Centinaro         |
| 91 | Svizzera (bandiera)  | D     | Mickaël Facchinetti       |

## Organigramma societario
Area tecnica
- Allenatore: Maurizio Jacobacci
- Allenatore in seconda: Mattia Croci-Torti, Lorenzo Guerrero
- Preparatore dei portieri: Luca Redaelli
- Preparatori atletici: Gabriele Bagattini

## Calciomercato

### Sessione estiva
| Acquisti | Acquisti            | Acquisti          | Acquisti |
| R.       | Nome                | da                | Modalità |
| -------- | ------------------- | ----------------- | -------- |
| D        | Mickaël Facchinetti | Sion              |          |
| A        | Kévin Monzialo      | Juventus II       |          |
| A        | Jens Odgaard        | Sassuolo          |          |
| D        | Mārcis Ošs          | Spartaks Jūrmala  |          |
| D        | Simone Mazzoletti   | Venezia U19       |          |
| C        | Ransford Selasi     | Juventus II       |          |
| D        | Adrià Guerrero      | Valencia Mestalla |          |
| P        | Sebastian Osigwe    | Kriens            |          |
| A        | Joaquín Ardaiz      | Chiasso           |          |
| C        | Eris Abedini        | Wil               |          |
| A        | Leutrim Kryeziu     | Chiasso           |          |
| C        | Tommaso Centinaro   | Team Ticino U18   |          |
| A        | Carlo Manicone      | Pianese           |          |

| Cessioni | Cessioni            | Cessioni           | Cessioni |
| R.       | Nome                | a                  | Modalità |
| -------- | ------------------- | ------------------ | -------- |
| A        | Carlo Manicone      | Grosseto           |          |
| C        | Eris Abedini        | Recreativo Granada |          |
| A        | Filip Holender      | Partizan           |          |
| A        | Franklin Sasere     | Ħamrun Spartans    |          |
| C        | Francisco Rodríguez | Sciaffusa          |          |
| C        | Domen Črnigoj       | Venezia            |          |
| P        | David Da Costa      | Sciaffusa          |          |
| A        | Leutrim Kryeziu     | Prishtina          |          |
| C        | Ransford Selasi     | Juventus II        |          |
| A        | Rangelo Janga       | Astana             |          |
| C        | Marco Aratore       | Ural               |          |
| D        | Linus Obexer        | Young Boys         |          |
| A        | Simone Piazza       | Bellinzona         |          |

### Sessione invernale
| Acquisti | Acquisti        | Acquisti         | Acquisti |
| R.       | Nome            | da               | Modalità |
| -------- | --------------- | ---------------- | -------- |
| C        | Lucky Opara     | Spartaks Jūrmala |          |
| A        | Asumah Abubakar | Kriens           |          |

| Cessioni | Cessioni        | Cessioni | Cessioni |
| R.       | Nome            | a        | Modalità |
| -------- | --------------- | -------- | -------- |
| A        | Jens Odgaard    | Pescara  |          |
| A        | Florjan Seferaj | Mosta    |          |

## Risultati

### Super League

#### Prima fase, girone di andata
| Arbitro: | Schärer |

|                        |           |                   |
| Gerndt 20’ Bottani 32’ | Marcatori | 90’ (aut.) Čovilo |

| Arbitro: | Horisberger |

|                            |           |                        |
| Sobiech 38’ Marchesano 76’ | Marcatori | 9’ Gerndt 90’ Guidotti |

| Arbitro: | San |

|                          |           |                          |
| Guidotti 57’ Daprelà 82’ | Marcatori | 40’ Grgić 73’ (rig.) Dié |

| Arbitro: | Jaccottet |

|                  |           |         |
| Çiçek 45’ (rig.) | Marcatori | 90’ Ošs |

| Arbitro: | Schnyder |

|              |           |  |
| Lavanchy 16’ | Marcatori |  |

| Arbitro: | Schärer |

|  |           |                         |
|  | Marcatori | 55’ Fassnacht 75’ Nsame |

| Arbitro: | Horisberger |

|  |           |                  |
|  | Marcatori | 11’ (rig.) Marić |

| Arbitro: | Dudic |

|          |           |              |
| Kyei 38’ | Marcatori | 63’ Lavanchy |

| Arbitro: | Tschudi |

|             |           |  |
| Bottani 90’ | Marcatori |  |

#### Prima fase, girone di ritorno
| Arbitro: | Jaccottet |

|                  |           |             |
| Grgić 75’ (rig.) | Marcatori | 90’ Daprelà |

| Arbitro: | Schärer |

|  |           |            |
|  | Marcatori | 58’ Kramer |

| San Gallo 16 dicembre 2020, ore 20:30 CET 12ª giornata | San Gallo | 0 – 0 referto | Lugano | Kybunpark (0 spett.)\| Arbitro: \| Schnyder \| |
| Arbitro:                                               | Schnyder  |               |        |                                                |

| Arbitro: | Jaccottet |

|                            |           |                        |
| Siebatcheu 19’, 37’ (rig.) | Marcatori | 28’ Lovric 70’ Bottani |

| Lugano 23 dicembre 2020, ore 20:30 CET 14ª giornata | Lugano  | 0 – 0 referto | Losanna | Stadio di Cornaredo (0 spett.)\| Arbitro: \| Cibelli \| |
| Arbitro:                                            | Cibelli |               |         |                                                         |

| Arbitro: | San |

|            |           |                     |
| Sorgić 53’ | Marcatori | 25’ (rig.) Custodio |

| Arbitro: | Fähndrich |

|              |           |            |
| Abubakar 18’ | Marcatori | 90’ Schalk |

| Arbitro: | Tschudi |

|                              |           |                          |
| Cabral 84’ van der Werff 89’ | Marcatori | 36’ Abubakar 87’ Lungoyi |

| Arbitro: | Cibelli |

|            |           |            |
| Gerndt 23’ | Marcatori | 2’ Schmied |

#### Seconda fase, girone di andata
| Arbitro: | San |

|  |           |                  |
|  | Marcatori | 85’ (rig.) Marić |

| Arbitro: | Horisberger |

|            |           |                                      |
| Gerndt 59’ | Marcatori | 10’ (rig.) Nsame 17’ Elia 45’ Lauper |

| Arbitro: | Dudic |

|                        |           |                                  |
| Čovilo 10’ Bottani 65’ | Marcatori | 45’ (rig.) Schulz 81’, 88’ Tasar |

| Arbitro: | Hänni |

|                       |           |  |
| Mahou 21’ Puertas 73’ | Marcatori |  |

| Arbitro: | Schnyder |

|  |           |                                           |
|  | Marcatori | 27’ Custodio 32’ (rig.) Marić 41’ Bottani |

| Arbitro: | Jaccottet |

|  |           |                  |
|  | Marcatori | 18’ Schönbächler |

| Arbitro: | Bieri |

|  |           |                          |
|  | Marcatori | 3’, 24’ Ardaiz 69’ Marić |

| Arbitro: | Schnyder |

|                        |           |            |
| Lovric 60’ Bottani 76’ | Marcatori | 22’ Cabral |

| Arbitro: | San |

|                |           |              |
| Stevanović 85’ | Marcatori | 66’ Custodio |

#### Seconda fase, girone di ritorno
| Arbitro: | Fähndrich |

|           |           |  |
| Marić 18’ | Marcatori |  |

| Arbitro: | Schnyder |

|                            |           |  |
| Nsame 39’, 68’, 76’ (rig.) | Marcatori |  |

| Arbitro: | Schärer |

|                        |           |  |
| Lavanchy 2’ Ardaiz 72’ | Marcatori |  |

| Arbitro: | Cibelli |

|  |           |                 |
|  | Marcatori | 9’ (rig.) Valls |

| Arbitro: | Horisberger |

|                                              |           |  |
| Marchesano 37’ (rig.), 54’ (rig.) Kramer 58’ | Marcatori |  |

| Arbitro: | San |

|  |           |                       |
|  | Marcatori | 16’ Çiçek 79’ Schmied |

| Arbitro: | Tschudi |

|                        |           |  |
| Kasami 19’ Stocker 24’ | Marcatori |  |

| Arbitro: | Jaccottet |

|                                           |           |             |
| Ziegler 19’ Lacroix 44’ (aut.) Gerndt 69’ | Marcatori | 45’ Tosetti |

| Arbitro: | Cibelli |

|                   |           |                   |
| Sorgić 78’ (rig.) | Marcatori | 31’ Ošs 57’ Opara |

### Coppa Svizzera
| Arbitro: | Tschudi |

|             |           |                       |
| Bunjaku 31’ | Marcatori | 6’ Lovric 117’ Čovilo |

| Arbitro: | Wolfensberger |

|  |           |                       |
|  | Marcatori | 35’, 39’, 67’ Lungoyi |

| Arbitro: | Bieri |

|            |           |                          |
| Lovric 20’ | Marcatori | 79’ Schürpf 107’ N'Diaye |

## Statistiche

### Statistiche di squadra
| Competizione   | Punti | In casa | In casa | In casa | In casa | In casa | In casa | In trasferta | In trasferta | In trasferta | In trasferta | In trasferta | In trasferta | Totale | Totale | Totale | Totale | Totale | Totale | DR |
| Competizione   | Punti | G       | V       | N       | P       | Gf      | Gs      | G            | V            | N            | P            | Gf           | Gs           | G      | V      | N      | P      | Gf     | Gs     | DR |
| -------------- | ----- | ------- | ------- | ------- | ------- | ------- | ------- | ------------ | ------------ | ------------ | ------------ | ------------ | ------------ | ------ | ------ | ------ | ------ | ------ | ------ | -- |
| Super League   | 49    | 18      | 7       | 4       | 7       | 19      | 20      | 18           | 5            | 9            | 4            | 21           | 22           | 36     | 12     | 13     | 11     | 40     | 42     | -2 |
| Coppa Svizzera | -     | 1       | 0       | 0       | 1       | 1       | 2       | 2            | 2            | 0            | 0            | 5            | 1            | 3      | 2      | 0      | 1      | 6      | 3      | +3 |
| Totale         | 49    | 19      | 7       | 4       | 8       | 20      | 22      | 20           | 7            | 9            | 4            | 26           | 23           | 39     | 14     | 13     | 12     | 46     | 45     | +1 |

### Andamento in campionato
| Giornata  | 1 | 2 | 3 | 4 | 5 | 6 | 7 | 8 | 9 | 10 | 11 | 12 | 13 | 14 | 15 | 16 | 17 | 18 | 19 | 20 | 21 | 22 | 23 | 24 | 25 | 26 | 27 | 28 | 29 | 30 | 31 | 32 | 33 | 34 | 35 | 36 |
| --------- | - | - | - | - | - | - | - | - | - | -- | -- | -- | -- | -- | -- | -- | -- | -- | -- | -- | -- | -- | -- | -- | -- | -- | -- | -- | -- | -- | -- | -- | -- | -- | -- | -- |
| Luogo     | C | T | C | T | C | C | T | T | C | T  | C  | T  | T  | C  | T  | C  | T  | C  | T  | C  | C  | T  | T  | C  | T  | C  | T  | C  | T  | C  | C  | T  | C  | T  | C  | T  |
| Risultato | V | N | N | N | V | P | V | N | V | N  | P  | N  | N  | N  | N  | N  | N  | N  | V  | P  | P  | P  | V  | P  | V  | V  | N  | V  | P  | V  | P  | P  | P  | P  | V  | V  |
| Posizione | 1 | 2 | 4 | 4 | 3 | 5 | 3 | 3 | 2 | 3  | 5  | 5  | 4  | 4  | 5  | 5  | 5  | 5  | 3  | 5  | 5  | 7  | 6  | 8  | 5  | 3  | 3  | 3  | 5  | 3  | 4  | 4  | 6  | 6  | 6  | 4  |

Legenda:

Luogo: C = Casa; T = Trasferta. Risultato: V = Vittoria; N = Pareggio; P = Sconfitta.

### Statistiche dei giocatori
| Giocatore         | Super League | Super League | Super League | Super League | Coppa Svizzera | Coppa Svizzera | Coppa Svizzera | Coppa Svizzera | Totale   | Totale | Totale      | Totale     |
| Giocatore         | Presenze     | Reti         | Ammonizioni  | Espulsioni   | Presenze       | Reti           | Ammonizioni    | Espulsioni     | Presenze | Reti   | Ammonizioni | Espulsioni |
| ----------------- | ------------ | ------------ | ------------ | ------------ | -------------- | -------------- | -------------- | -------------- | -------- | ------ | ----------- | ---------- |
| A. Abubakar       | 20           | 2            | 3            | 0            | 2              | 0              | 0              | 0              | 22       | 2      | 3           | 0          |
| J. Ardaiz         | 26           | 3            | 3            | 0            | 2              | 0              | 2              | 0              | 28       | 3      | 5           | 0          |
| N. Baumann        | 27           | 0            | 2            | 0            | 0              | 0              | 0              | 0              | 27       | 0      | 2           | 0          |
| M. Bottani        | 30           | 6            | 6            | 0            | 2              | 0              | 0              | 0              | 32       | 6      | 6           | 0          |
| T. Centinaro      | 1            | 0            | 0            | 0            | 0              | 0              | 0              | 0              | 1        | 0      | 0           | 0          |
| O. Custodio       | 32           | 3            | 8            | 0            | 3              | 0              | 1              | 0              | 35       | 3      | 9           | 0          |
| F. Daprelà        | 27           | 2            | 4            | 1            | 3              | 0              | 1              | 0              | 30       | 2      | 5           | 1          |
| N. De Queiroz     | 0            | 0            | 0            | 0            | 0              | 0              | 0              | 0              | 0        | 0      | 0           | 0          |
| M. Facchinetti    | 24           | 0            | 1            | 0            | 2              | 0              | 0              | 0              | 26       | 0      | 1           | 0          |
| A. Gerndt         | 33           | 5            | 5            | 0            | 3              | 0              | 1              | 0              | 36       | 5      | 6           | 0          |
| A. Guerrero       | 28           | 0            | 5            | 0            | 1              | 0              | 0              | 0              | 29       | 0      | 5           | 0          |
| S. Guidotti       | 18           | 2            | 2            | 0            | 1              | 0              | 0              | 0              | 19       | 2      | 2           | 0          |
| F. Holender       | 2            | 0            | 0            | 0            | 1              | 0              | 0              | 0              | 3        | 0      | 0           | 0          |
| D. Jovanovic      | 0            | 0            | 0            | 0            | 0              | 0              | 0              | 0              | 0        | 0      | 0           | 0          |
| Q. Kameraj        | 0            | 0            | 0            | 0            | 0              | 0              | 0              | 0              | 0        | 0      | 0           | 0          |
| Á. Kecskés        | 29           | 0            | 7            | 0            | 2              | 0              | 0              | 0              | 31       | 0      | 7           | 0          |
| N. Lavanchy       | 34           | 3            | 9            | 0            | 2              | 0              | 1              | 0              | 36       | 3      | 10          | 0          |
| S. Lovric         | 33           | 2            | 6            | 1            | 2              | 2              | 0              | 0              | 35       | 4      | 6           | 1          |
| C. Lungoyi        | 26           | 1            | 4            | 1            | 3              | 3              | 0              | 0              | 29       | 4      | 4           | 1          |
| R. Macek          | 23           | 0            | 4            | 0            | 3              | 0              | 0              | 0              | 26       | 0      | 4           | 0          |
| M. Marić          | 25           | 5            | 5            | 0            | 1              | 0              | 0              | 0              | 26       | 5      | 5           | 0          |
| S. Mazzoletti     | 0            | 0            | 0            | 0            | 1              | 0              | 0              | 0              | 1        | 0      | 0           | 0          |
| K. Monzialo       | 4            | 0            | 1            | 0            | 1              | 0              | 0              | 0              | 5        | 0      | 1           | 0          |
| N. Muci           | 1            | 0            | 0            | 0            | 1              | 0              | 0              | 0              | 2        | 0      | 0           | 0          |
| J. Odgaard        | 6            | 0            | 0            | 0            | 0              | 0              | 0              | 0              | 6        | 0      | 0           | 0          |
| L. Opara          | 4            | 1            | 0            | 0            | 1              | 0              | 0              | 0              | 5        | 1      | 0           | 0          |
| S. Osigwe         | 9            | 0            | 1            | 0            | 3              | 0              | 0              | 0              | 12       | 0      | 1           | 0          |
| M. Ošs            | 13           | 2            | 1            | 1            | 0              | 0              | 0              | 0              | 13       | 2      | 1           | 1          |
| A. Pietrogiovanna | 0            | 0            | 0            | 0            | 0              | 0              | 0              | 0              | 0        | 0      | 0           | 0          |
| J. Sabbatini      | 30           | 0            | 8            | 1            | 2              | 0              | 1              | 0              | 32       | 0      | 9           | 1          |
| F. Seferaj        | 0            | 0            | 0            | 0            | 0              | 0              | 0              | 0              | 0        | 0      | 0           | 0          |
| R. Selasi         | 0            | 0            | 0            | 0            | 0              | 0              | 0              | 0              | 0        | 0      | 0           | 0          |
| L. Soldini        | 0            | 0            | 0            | 0            | 0              | 0              | 0              | 0              | 0        | 0      | 0           | 0          |
| D. Stefanovic     | 0            | 0            | 0            | 0            | 0              | 0              | 0              | 0              | 0        | 0      | 0           | 0          |
| R. Ziegler        | 15           | 1            | 0            | 0            | 1              | 0              | 0              | 0              | 16       | 1      | 0           | 0          |
| M. Čovilo         | 31           | 1            | 6            | 0            | 2              | 1              | 0              | 0              | 33       | 2      | 6           | 0          |